# Chrysopogon fasciatus
Chrysopogon fasciatus är en tvåvingeart som beskrevs av Ricardo 1912. Chrysopogon fasciatus ingår i släktet Chrysopogon och familjen rovflugor. Inga underarter finns listade i Catalogue of Life.